# Caroline Smith
Caroline Smith (Cairo, 21 luglio 1906 – Las Vegas, 10 novembre 1994) è stata una tuffatrice statunitense.

## Biografia
Si qualificò per i giochi olimpici a 17 anni, senza aver mai vinto prima un titolo statunitense. Vinse la medaglia d'oro ai Giochi olimpici di Parigi 1924 nel concorso dei piattaforma 10 m, il 20 luglio alla vigilia del suo diciottesimo compleanno.

## Riconoscimenti
Nel 1988 è stata inserita nell'International Swimming Hall of Fame.

## Palmarès
- Giochi olimpici

Parigi 1924: oro nella piattaforma 10 m